# Robert G. Elliott
Robert Greene Elliott (Hamlin (New York), 27 januari 1874 - 10 oktober 1939) was een Amerikaans beul. 
Op circa 16-jarige leeftijd interesseerde hij zich voor elektriciteit. Dit was rond de eerste executie met de elektrische stoel op 6 augustus 1890 in Amerika. Als ingenieur bekwaamde Elliott zich in elektriciteit. Zijn carrière als beul(sknecht) begon in de Clinton State Prison, waar hij als elektricien verantwoordelijk werd voor de stroomvoorziening voor de beul Edwin Davis. Dankzij deze ervaringen werd hij in 1926 de opvolger van John Hulbert als state electrician voor de staat New York en de omringende staten Connecticut, New Jersey, Pennsylvania, Vermont en Massachusetts tot zijn overlijden in 1939. Voor elke executie kreeg hij $150 uitbetaald.
Na zijn overlijden werd in 1940 zijn autobiografie Agent of Death uitgebracht.
In totaal heeft hij 387 executies met de elektrische stoel uitgevoerd.

## Bekende executies
- Nicola Sacco en Bartolomeo Vanzetti (1927)
- Ruth Snyder en Henry Judd Gray (1928)
- Bruno Hauptmann (1936)